# Сасамон
Сасамон (ісп. Sasamón) — муніципалітет в Іспанії, у складі автономної спільноти Кастилія-і-Леон, у провінції Бургос. Населення — 1196 осіб (2010).
Муніципалітет розташований на відстані близько 220 км на північ від Мадрида, 29 км на захід від Бургоса.
На території муніципалітету розташовані такі населені пункти: (дані про населення за 2010 рік)
- Кастрільйо-де-Мурсія: 190 осіб
- Сіторес-дель-Парамо: 46 осіб
- Ольмільйос-де-Сасамон: 148 осіб
- Сасамон: 500 осіб
- Вільяндієго: 77 осіб
- Вільясідро: 42 особи
- Юдего: 193 особи

## Демографія
Динаміка населення (INE ):